# 高雄捷運路線圖抄襲事件
高雄捷運路線圖抄襲事件為2016年12月，台灣高雄捷運公司所涉入的抄襲（盜圖）爭議。

## 事件
2016年12月22日，以繪製地鐵路線圖聞名的網路藝術家「零號出口」於個人臉書粉絲專頁發文，質疑高雄捷運公司近日推出的《高捷少女》系列城市行銷圖，涉嫌抄襲他於2015年發布的高雄捷運路線圖；後文章經轉載至PTT後引發熱議。對此，零號出口批评：「作品就這樣被人不費吹灰之力且明目張膽拿去使用，這口氣我真的吞不下去」。因高雄捷運公司使用的路線圖與零號出口所創作路線圖的位置、顏色甚至弧度都十分相近，只是將大圖切割成多張小圖而已；因此多數網友仍覺得這涉及「盜用」、「侵犯著作權」，並支持零號出口提告。而除了圖樣相似外，高雄站的英文站名，零號出口原圖為了閃過台鐵路線而右偏，高捷使用路線圖沒有台鐵路線、但英文站名同樣右偏；橋頭站的英文站名，零號出口原圖誤植為Ciatou（正確應為Ciaotou），高捷使用路線圖恰巧有同一錯誤。諸多巧合，說明了抄襲的可能性極高。
對此，高雄捷運公司回應，該路線圖是委託設計師規劃，經詢問設計師後，對方解釋這是參考東京地鐵以線條、大站、方位等要素，同時配合現有車站所發表的作品。受高捷公司委託畫圖的劉姓設計師稱自己是參考東京地鐵，「只要參考東京地鐵都是長這樣」，回嗆零號出口的創作才是抄襲東京地鐵圖，還稱「我疊起來也可以跟林志玲一模一樣」；辯解雙方創意都只是想把高捷路線東京化。對此，高雄捷運公司表示，高捷公司只是出錢委外繪製，將協調雙方設計師共同釐清。

### 抄襲者
涉嫌抄襲（盜圖）的劉姓設計師，臉書帳號為「Midoli Liu」，曾以筆名「米多力」出版《四國．瀨戶內海 跳島旅行中》（2015年，華成圖書）、《日本北陸鐵道假期：搭新幹線拜訪最美的富山‧金澤》（2016年，創意市集文化出版）等書。

## 後續
2016年12月28日，高雄捷運公司發表聲明，向零號出口致歉，並不再使用侵權路線圖。

## 外部連結
- 零號出口 Exit No.0的Facebook專頁